# Pedonides alcochetensis
Genre
Espèce
Pedonides alcochetensis, unique représentant du genre Pedonides, est une espèce de collemboles de la famille des Sminthurididae.

## Distribution
Cette espèce est endémique du Portugal.

## Description
Le mâle holotype mesure 0,6 mm

## Étymologie
Son nom d'espèce, composé de alcochet[e] et du suffixe latin -ensis, « qui vit dans, qui habite », lui a été donné en référence au lieu de sa découverte, Alcochete.

## Publication originale
- Bretfeld, 2010 : Pedonides alcochetensis n. g. n. sp (Insecta, Collembola, Sminthurididae) with two clasping organs from the mainland of Portugal. Soil Organisms, vol. 82, no 3, p. 317-323.